# Вигано, Рената
Рена́та Вигано́ (итал. Renata Viganò; 16 июня 1900, Болонья, Италия — 23 апреля 1976, Болонья, Италия) — итальянская писательница, участница движения Сопротивления во время Второй мировой войны, партизанка. Член Итальянской компартии. Лауреат премии Виареджо (1949).

## Биография
С раннего возраста мечтала стать врачом, однако финансовые трудности в семье заставили её оставить среднюю школу и начать зарабатывать на жизнь. Работала санитаркой, затем медсестрой в больницах Болоньи. После прихода к власти фашистов и смерти родителей, Рената с трудом пережила новую политическую ситуацию, пока не встретила друга, противника режима Муссолини, журналиста и коммуниста Антонио Мелуши, за которого вышла замуж. Под его влиянием вступила в коммунистическую партию.
Писать и публиковать стихи Вигано начала в 12 лет. Сотрудничала с разными газетами и журналами, в которых печатались её стихи и рассказы. В сентябре 1943 года вместе с мужем и 7-летним сыном ушла в партизаны. Была связной, медсестрой в бригаде им. Гарибальди, публиковалась в нелегальной прессе.
Одним из наиболее известных произведений Вигано стал роман «L’Agnese va a morire» («Аньезе идёт на смерть»), написанный по впечатлениям партизанской борьбы в Италии, за который писательница была награждена премией Виареджо, одной из старейших и наиболее престижных литературных премий Италии (1949). За два месяца до смерти была награждена болонской журналистской премией.

## Память
- В Болонье есть сквер с небольшим памятником Р. Вигано.
- В нескольких городах Италии её именем названы улицы и школы.

## Избранные произведения
- L’Agnese va a morire (1949).
- Mondine (1952).
- Arriva la cicogna (1954).
- Donne della Resistenza (1955).
- Ho conosciuto Ciro (1959).
- Una storia di ragazze (1962).
- Matrimonio in brigata (1976).

На русском языке вышли:
- «Аньезе идёт на смерть» (роман, 1949, в переводе — «Товарищ Аньезе», 1951).
- «Аист прилетел» (сборник новелл, 1954).
- «История двух девушек» (сборник рассказов, М., 1964).